# Piero Fornasetti

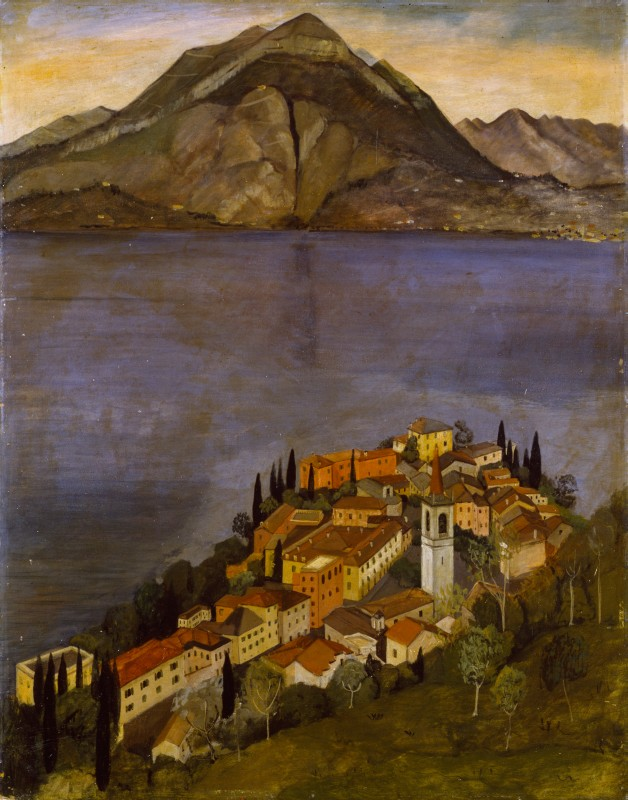
Varenne depuis le Castello de Vezio.

Piero Fornasetti (né le 10 novembre 1913 à Milan – mort dans la même ville au mois d'octobre 1988) est un peintre, designer, sculpteur et décorateur d'intérieur italien du XXe siècle, le créateur de plus de 11 000 pièces.

## Biographie
En 1930, il  suit une formation en dessin à  l'Académie des beaux-arts de Brera, en est expulsé en 1932 pour indiscipline.
Dans l'atelier de son père, Fornasetti expérimente plusieurs techniques de gravures ou d'impression (lithographie, travail sur cuivre, pointe sèche, monotype). À force de recherches et d'un emploi assidu de ces techniques, l'artiste acquiert une dextérité précise dans l'exécution. 
La technique d'impression est déjà employée lors de sa participation  à sa première Triennale à Milan, à 20 ans seulement, en y proposant une série de foulards de soie à motifs. 
Il imprime pour les plus célèbres artistes de son temps des livres et des lithographies. Il crée la Stamperia d'Arte Piero Fornasetti. Des œuvres de Fabrizio Clerici, Carlo Carra, Massimo Campigli, Eugène Berman, Giorgio de Chirico, Orfeo Tamburi, Marino Marini et Lucio Fontana sont imprimées par ses soins.  
Il ne souhaite pas limiter sa démarche artistique autour de la peinture mais l'étendre à tous les objets, surfaces ou matériau. En 1940, il rencontre Gio Ponti, un architecte et un designer avec lequel il collabora pendant des années. Sa rencontre avec l'architecte le conforte dans cette démarche artistique. Selon lui, une fois les lois du dessin assimilées, tout "sera possible ensuite : inventer, monter une exposition, faire de l'architecture, de la publicité, acquérir l'organisation, la méthode."
Il s'intéresse aux métiers du verre, de la céramique, du tissu, du bois et de papier. 
De 1943 à 1946, Piero Fornasetti s'exile en Suisse, mais il vécut la plupart du temps à Milan.
Dans les années 1950 et 60,  Fornasetti avait choisi comme motif régulier sur les meubles et les objets le visage d'une femme polymorphe et placide. Ses yeux sont inspirés par une cantatrice du début  du XXe siècle, Lina Cavalieri qui  avait aussi conquis l'artiste  Giovanni Boldini. 
En 1970, il fonde avec des amis la Galleria dei Bibliofili.
Il est prioritairement un artiste graphique avec la ligne et le trait comme moyen d'expressions majeurs.  
Dans les arts visuels, à cette époque, le Retour à l'ordre est un courant qui  renoue avec la tradition de l'art  classique. Le Novecento  met à l'honneur l'imitation fidèle dans le  rendu, la rigueur de la composition, la couleur comme moyen de définir plastiquement les figures. Selon l'artiste, la peinture doit être  tonale comme l'étaient celles de Masaccio, de Giotto, de Piero della Francesca et ses héritiers comme  Carra, Sironi ou Soffici et en architecture, il faut  être  rationnel. 
Les motifs les plus fréquents de Piero Fornasetti sont en lien avec les architectures fantastiques, les jeux de cartes, les saltimbanques, les arlequins, les ruines, les obélisques et les trompe-l'œil. La reproduction, son usage d'un répertoire infini de sources visuelles, le collage et la répétition des motifs, bien  avant le pop art, témoignent de l'aspect visionnaire de la démarche de Piero Fornasetti. Son éclectisme se traduit dans ses références visuelles et intellectuelles : les caractères de Giovanni Boldini, les recueils consacrés à Pompéi et à Herculanum par William Hamilton et le baron d'Hancarville, Pierre-François Hugues d'Hancarville, les caprices de Piranese, les plans d'édifices d'Andrea Palladio dans ses "Quattro libri dell'Architettura". Il fait écho aux traditions ancestrales comme la marqueterie en intersia qui peignait la déréliction  d'architectures esseulées, de cartographies  anciennes et de traités  érudits d'astrologie du XVIe siècle, magie populaire et cartomancie.  
La production en série est récurrente dans son œuvre. (Le visage de Lina Cavalieri  a subi plus de 350 métamorphoses depuis sa création en 1952).
À partir de la fin des années 1980, alors que les ventes  des œuvres de Fornasetti sont en déclin, son fils, Barnaba, collabore avec lui pour relever l'entreprise  puis poursuit  l'œuvre de son père après son décès  en en gardant l'esprit et en l'adaptant à l'univers du design contemporain.

## Citations
"Tout le monde le dit à présent : le moderne est mort-né, le rationnel est futile, le salut est dans la Forme. Belles   révélations. Le salut est dans   l'imagination : serais-je ministre que je créerais immédiatement en Italie  cent écoles de l'Imagination."
Il a fait sienne la devise de Malaparte : "L'important n'est pas de savoir créer, inventer, écrire, mais de savoir  déduire, c'est-à-dire de savoir tirer d'une chose, de n'importe quoi, une multitude  d'autres... Au fond, il n'y a pas d'invention, il n'y a que la déduction."

## Œuvres
- Fresques pour le palazzo Bo de Padoue (1942)
- Intérieur du casino  de Sanremo (1950)
- Chargé de l’ameublement de la Maison Lucano (1951) sur le principe « d'ameublement et décoration total »
- Participation à la décoration intérieure du paquebot Andrea Doria (1952)
- Création de Stanza Metafisica (la pièce métaphysique) (1955-1958) en 32 panneaux modulables de 16 mètres de longueur totale.

## Sur le marché de l'art...
- Lot 1721 de la vacation du 23 mai 2007 à la salle des ventes « Galerie Moderne » (Bruxelles): Aldo Tura et Fornasetti - meuble bar en palissandre estimé 8 000 euros.